# Allopaa
Allopaa là một chi động vật lưỡng cư trong họ Dicroglossidae, thuộc bộ Anura. Chi này có 2 loài ếch sinh sống tại khu vực Kashmir thuộc Pakistan và Ấn Độ, và chúng không bị đe dọa tuyệt chủng.

## Danh sách loài
- Allopaa barmoachensis (Khan & Tasnim, 1989)
- Allopaa hazarensis (Dubois & Khan, 1979)